# Agalmopolynema bicoloricorne
Agalmopolynema bicoloricorne är en stekelart som beskrevs av Fidalgo 1988. Agalmopolynema bicoloricorne ingår i släktet Agalmopolynema och familjen dvärgsteklar. Inga underarter finns listade i Catalogue of Life.